# HMAS Canberra (D33)
HMAS Canberra (I33/D33), tên được đặt theo thủ đô Canberra của Australia, là một tàu tuần dương hạng nặng thuộc lớp County, được chế tạo tại Anh Quốc thuộc lớp phụ Kent, để hoạt động cùng Hải quân Hoàng gia Australia. Được chế tạo tại Scotland vào giữa những năm 1920, con tàu được đưa vào hoạt động năm 1928, và trải qua giai đoạn đầu của quãng đời phục vụ chủ yếu tại vùng biển Australia, thỉnh thoảng được bố trí hoạt động tại China Station.
Vào lúc bắt đầu Chiến tranh Thế giới thứ hai, Canberra thoạt tiên đảm trách các vai trò tuần tra và hộ tống các đoàn tàu vận tải. Vào tháng 7 năm 1940, nó được giao nhiệm vụ hộ tống các đoàn tàu vận tải di chuyển giữa Western Australia, Sri Lanka và Nam Phi; và trong giai đoạn này, vốn kết thúc vào giữa năm 1941, Canberra tham gia nhiều cuộc săn đuổi các tàu chiến cướp tàu buôn Đức. Chiếc tàu tuần dương tiếp nối các hoạt động tại vùng biển Australia, nhưng khi Đế quốc Nhật Bản tham gia chiến tranh, nó nhanh chóng được tái bố trí vào các nhiệm vụ hộ tống vận tải chung quanh khu vực New Guinea, xen kẻ với các hoạt động tại vùng biển Malay và Nhật Bản. Sau đó Canberra gia nhập Lực lượng Đặc nhiệm 44, và đã tham gia chiến dịch Guadalcanal và cuộc đổ bộ lên Tulagi.
Ngày 9 tháng 8 năm 1942, Canberra đối đầu với lực lượng Nhật Bản trong trận chiến đảo Savo, bị bắn trúng ngay vào lúc mở đầu trận đánh và bị hư hại nặng. Không thể di chuyển, chiếc tàu tuần dương bị bỏ lại và bị đánh đắm trong eo biển Đáy sắt bởi hai tàu khu trục Mỹ. Một chiếc tàu tuần dương của Hải quân Hoa Kỳ thuộc lớp Baltimore sau đó đã được đặt cái tên Canberra để vinh danh chiếc tàu tuần dương Australia anh dũng, và đó là chiếc tàu chiến Mỹ duy nhất trong lịch sử được đặt tên theo tên một thủ đô của nước ngoài.

## Thiết kế và chế tạo

### Chế tạo
Vào năm 1924, Chính phủ Australia đặt mua hai tàu tuần dương thuộc lớp Kent để thay thế cho các tàu tuần dương hạng nhẹ đã cũ HMAS Sydney và HMAS Melbourne. Những chiếc này được đặt tên HMAS Australia và HMAS Canberra, cả hai đều được chế tạo bởi hãng John Brown & Company tại xưởng đóng tàu của họ ở Clydebank, Scotland.
Canberra được đặt lườn vào ngày 9 tháng 9 năm 1925. Với ký hiệu của ụ tàu là 513, Canberra được hạ thủy vào ngày 31 tháng 5 năm 1927 bởi Công chúa Mary. Nó hoàn tất vào ngày 10 tháng 7 năm 1928, một ngày sau khi được đưa vào hoạt động cùng Hải quân Hoàng gia Australia. Việc chế tạo Canberra tốn kém khoảng hai triệu Bảng Australia.

### Thiết kế
Là một tàu tuần dương được chế tạo theo kiểu lớp phụ Kent thuộc thiết kế của lớp County, Canberra có chiều dài 179,8 m (590 ft) ở mực nước và dài 192 m (630 ft) tối đa, với một mạn thuyền rộng 20,8 m (68 ft 3 in) và tầm nước tối đa 6,5 m (21 ft 4 in). Nó có trọng lượng rẽ nước 9.850 tấn lúc rỗng, và 10.000 tấn tiêu chuẩn. Lớp phụ Kent được chế tạo để thích ứng với những giới hạm của Hiệp ước Hải quân Washington, với một sự giảm bớt vũ khí và sự bảo vệ so với lớp gốc County.
Canberra được vận hành bởi tám nồi hơi Yarrow, cung cấp hơi nước cho bốn turbine hộp số Brown-Curtis để có được công suất 80.000 mã lực (59,7 MW) dẫn động bốn trục chân vịt. Chiếc tàu tuần dương có thể đạt được tốc độ 58 km/h (31,5 knot), và duy trì tốc độ này trong 5.300 km (2.870 hải lý); mặc dù nó có thể di chuyển đến 24.400 km (13.200 hải lý) ở tốc độ đường trường tiêu chuẩn 22 km/h (12 knot) hiệu quả hơn.
Trước Thế Chiến II, thủy thủ đoàn thông thường của nó là 690 người (49 sĩ quan, 641 thủy thủ); và con số này tăng lên 710 khi nó hoạt động như một soái hạm. Trong hoạt động thời chiến, số lượng phát triển lên 751 người (61 sĩ quan, 690 thủy thủ), vào lúc nó bị mất, có 819 người trên tàu.

### Vũ khí trang bị
Dàn pháo chính của Canberra bao gồm tám khẩu hải pháo BL 203 mm (8 inch) Mark VIII trên bốn tháp pháo nòng đôi. Dàn pháo hạng hai bao gồm bốn khẩu hải pháo QF 102 mm (4 inch) Mark V góc cao (được tăng gấp đôi lên tám khẩu trên bốn bệ nòng đôi trong Thế Chiến II), và bốn hải pháo QF 2 pounder "pom-pom". Một hỗn hợp các dàn súng máy 0,303 inch được dùng để phòng thủ gần: thoạt tiên bao gồm bốn súng máy Vickers và mười hai súng máy Lewis, mặc dù sau đó bốn súng máy Lewis được tháo dỡ. Bốn khẩu pháo QF 3 pounder Hotchkiss được sử dụng làm pháo chào, và hai bộ ống phóng ngư lôi 533 mm (21 inch) bốn nòng được trang bị. Mìn sâu cũng được mang theo để chống tàu ngầm và được bố trí trên các đường ray phía đuôi tàu.
Chiếc tàu tuần dương mang theo một thủy phi cơ; ban đầu là một chiếc Supermarine Seagull III, nhưng sau đó được nâng cấp lên chiếc Supermarine Walrus.

## Lịch sử hoạt động

### Những năm giữa hai cuộc thế chiến
Canberra rời Plymouth vào ngày 4 tháng 12 năm 1928 sau nhiều tháng hoạt động chạy thử máy, và về đến Fremantle, Western Australia vào ngày 25 tháng 1 năm 1929. Chiếc tàu tuần dương mới hoạt động chủ yếu tại vùng biển Australia trong mười năm tiếp theo sau, và trong một số giai đoạn là soái hạm của Hải quân Hoàng gia Australia. Vào tháng 9 năm 1931, Canberra viếng thăm New Caledonia và Fiji, rồi sau đó hoạt động tại China Station của Hải quân Hoàng gia Anh từ năm 1932 đến năm 1937. Trong năm 1934, chiếc tàu chiến được phân công hộ tống con tàu chị em Sussex đưa Công tước Gloucester viếng thăm Australia.

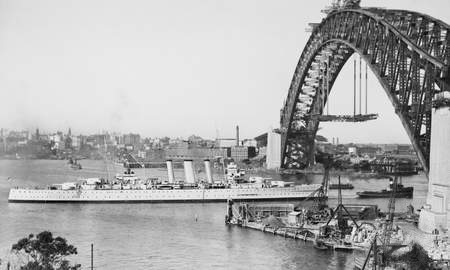
HMAS Canberra vào năm 1930, đi về phía đảo Garden và vịnh Woolloomooloo, bên dưới vòng cung của cầu cảng Sydney vốn còn chưa hoàn tất.

### Chiến tranh Thế giới thứ hai
Trong chín tháng đầu tiên của Chiến tranh Thế giới thứ hai, Canberra đảm trách các vai trò tuần tra và hộ tống các đoàn tàu vận tải tại vùng biển chung quanh Australia. Vào tháng 5 năm 1940, Canberra là một trong số các tàu chiến Australia được phân công hộ tống đoàn tàu vận tải Anzac US 3 vượt Ấn Độ Dương đi đến châu Âu. Những con tàu này được cho chuyển hướng đi đến mũi Hảo Vọng sau khi có những lo ngại rằng Italy sẽ tham chiến, và đi đến Scotland vào ngày 14 tháng 5. Được Chính phủ Australia trao cho Hải quân Hoàng gia Anh, Canberra được gửi đến Nam Phi và được phân công đến Ấn Độ Dương hộ tống các đoàn tàu vận tải đi lại giữa Fremantle, Colombo và Cape Town. Trong tháng đầu tiên của lượt bố trí này, chiếc tàu tuần dương đã nỗ lực không thành công trong việc truy tìm chiếc tàu cướp tàu buôn Đức Atlantis. Sang tháng 11, Canberra cứu vớt 27 người sống sót từ chiếc SS Port Brisbane, vốn đã thoát khỏi bị bắt giữ sau khi tàu của họ bị chiếc tàu cướp tàu buôn Đức Pinguin tấn công. Một cuộc truy tìm không thành công khác cũng được nó thực hiện.
Vào tháng 2 năm 1941, Canberra tham gia các nỗ lực nhằm truy tìm chiếc thiết giáp hạm bỏ túi Đức Admiral Scheer. Vào đầu tháng 3, Canberra đụng độ với hai tàu buôn; một tàu chở dầu đang tiếp tế cho một chiếc có thể là tàu cướp tàu buôn, cả hai đã tách ra và tháo chạy sau khi nhận được lệnh phải dừng lại. Canberra đuổi theo chiếc tàu cướp tàu buôn, khai hỏa ở tầm bắn tối đa nhằm tránh bị bắn trả, trong khi chiếc thủy phi cơ Walrus tìm cách ngăn chặn chiếc tàu chở dầu bằng cách thả nhiều quả bom. Cả hai con tàu đối phương, tàu tiếp liệu cho tàu cướp tàu buôn Coburg và chiếc tàu chở dầu Na Uy bị chiếm giữ Ketty Brovig, đã tự đánh đắm sau khi chịu đựng đợt tấn công đầu tiên từ những kẻ săn đuổi, nhưng họ vẫn tiếp tục nổ súng: chiếc Walrus sử dụng hết những quả bom mang theo, trong khi Canberra bắn hết 215 quả đạn pháo, hầu hết đều bị trượt. Một cuộc phân tích sau chiến đấu cho thấy nếu Canberra tiếp cận trước khi nổ súng, nó đã có thể gây ra hư hại tương đương với hao phí đạn pháo ít hơn nhiều, và đã có thể chiếm giữ một hoặc cả hai con tàu.
Canberra được bố trí trở về Australia vào tháng 7, hoạt động trong khu vực chung quanh bờ biển phía Tây và phía Nam. Chiếc tàu tuần dương đã có mặt tại Sydney vào tháng 12 năm 1941 khi Nhật Bản tấn công Trân Châu Cảng. Canberra nhanh chóng được bố trí nhiệm vụ hộ tống vận tải chung quanh New Guinea, xen kẻ với các hoạt động tại vùng biển Malay và Nhật Bản. Vào tháng 1 năm 1942, Canberra và tàu khu trục Vampire hộ tống chiếc tàu chở hành khách Aquitania, chở binh lính tăng cường cho lực lượng trú đóng tại Singapore. Trong chuyến đi trở về ngang qua Đông Ấn thuộc Hà Lan, chiếc tàu tuần dương được bố trí đến hải đội ANZAC. Một đợt tái trang bị thực hiện tại Sydney từ tháng 2 đến tháng 5 năm 1942, trong đó Canberra trở thành tàu chiến Australia đầu tiên được trang bị radar: một bộ radar Kiểu 241 dò tìm mặt đất, và một bộ A290 cảnh báo trên không. Chiếc tàu tuần dương đã thả neo bên trong cảng Sydney vào lúc xảy ra vụ tấn công cảng Sydney bằng tàu ngầm bỏ túi của Nhật Bản vào ngày 31 tháng 5-1 tháng 6. Mặc dù không bị hư hại, lúc 04 giờ 40 phút, Canberra ghi nhận quân Nhật có thể đã bắn ngư lôi nhắm vào nó. Đây có thể là một trong nhiều vụ báo động nhầm diễn ra trong suốt đêm đó; tuy nhiên, một trong những chiếc tàu ngầm bỏ túi đã tìm cách phóng ngư lôi vào mục tiêu, nhưng chúng đã không phóng ra được do những hư hại phải chịu vào lúc xâm nhập vào bên trong cảng. Quan sát viên bên trên chiếc Canberra có thể đã trông thấy các bọt khí từ khí nén dùng để phóng ngư lôi.

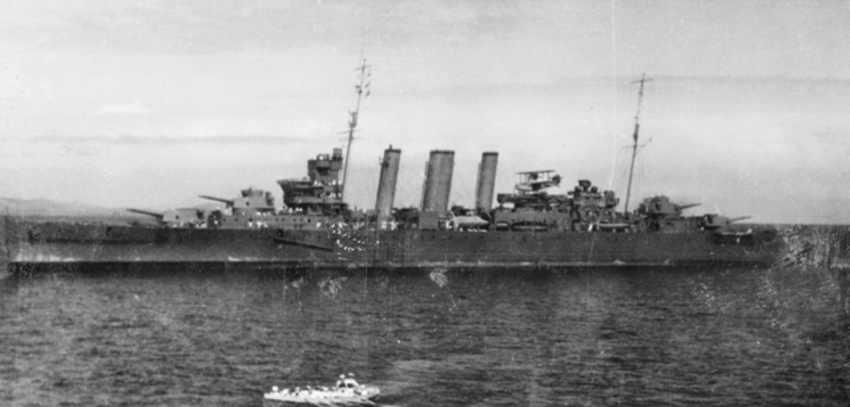
HMAS Canberra trên đường đi ngoài khơi Tulagi, trong các cuộc đổ bộ vào ngày 7–8 tháng 8 năm 1942. Ba tàu vận tải nằm trong số các tàu chiến nhìn thấy ở phía xa, và các đảo Tulagi và Florida phía sau.

Chiếc tàu tuần dương hướng lên phía Bắc vào ngày hôm sau cuộc tấn công bằng tàu ngầm để gia nhập Hải đội ANZAC, vốn được đổi tên thành Lực lượng Đặc nhiệm 44. Trong tháng 6, Canberra tham gia các cuộc tuần tra tấn công trong suốt khu vực biển Coral, và từ tháng 7 nó được bố trí trong Chiến dịch Watchtower; giai đoạn mở màn của Chiến dịch Guadalcanal. Chiếc tàu tuần dương đã hộ tống cho lực lượng đổ bộ lên Tulagi từ ngày 5 tháng 8; và trong quá trình đổ bộ trong các ngày 7 và 8 tháng 8, chiếc tàu tuần dương chỉ vấp phải sự kháng cự không đáng kể.

## Tổn thất
Xế chiều ngày 8 tháng 8, một lực lượng đặc nhiệm Nhật Bản do Phó Đô đốc Gunichi Mikawa chỉ huy, bao gồm năm tàu tuần dương và một tàu khu trục, bắt đầu tiếp cận phía Nam đảo Savo, với ý định tấn công lực lượng hải quân hỗ trợ cho cuộc đổ bộ lên Guadalcanal và tại Tulagi. Đề phòng một cuộc tấn công của lực lượng tàu nổi đối phương sẽ tiếp nối nhiều cuộc không kích của các máy bay Nhật Bản đặt căn cứ từ đất liền, Chuẩn Đô đốc Anh Victor Crutchley, tư lệnh lực lượng hải quân của Đồng Minh, đã cho tách lực lượng của mình ra làm hai vòng quanh đảo Savo: Crutchley bên trên chiếc HMAS Australia dẫn trước Canberra, USS Chicago và hai tàu khu trục tuần tra vùng biển phía Nam. Đến 20 giờ 45 phút, Crutchley được triệu tập để hội ý khẩn cấp với Đô đốc Mỹ Richmond K. Turner, vị chỉ huy chung của cuộc đổ bộ. Cho dù Chicago là chiếc tàu cấp trên sau khi Australia rời đi, Canberra lại dẫn đầu đội hình. Vào khoảng 01 giờ 00 phút ngày 9 tháng 8, người ta nghe thấy tiếng động cơ của máy bay trinh sát từ những con tàu của Mikawa, nhưng do không nhận được cảnh báo từ các nhóm khác, người ta cho đó là lực lượng bạn.
Lúc 01 giờ 45 phút, tàu khu trục Mỹ USS Patterson phát hiện các tàu chiến của Mikawa và đã gửi tín hiệu báo động cho lực lượng Đồng Minh. Canberra đã né tránh được loạt ngư lôi Nhật Bản đầu tiên vào đầu trận đánh, nhưng nó bị trúng hỏa lực hải pháo từ các tàu tuần dương Nhật Bản. Hai loạt đạn pháo đầu tiên đã giết chết hay làm bị thương nhiều sĩ quan Australia cao cấp của con tàu, làm hỏng cả hai phòng động cơ, và khiến phải làm ngập nước các hầm đạn để tránh nổ. Trong vòng hai phút, chiếc tàu tuần dương bị đánh trúng 24 phát; nó bất động, mất điện, và bị nghiêng sang mạn phải, với nhiều đám cháy bùng phát bên trong, và có khoảng một phần năm thủy thủ đoàn thiệt mạng hay bị thương. Ít nhất một quả ngư lôi được ghi nhận đã đánh trúng trong cuộc tấn công của Nhật Bản, cho dù không có quả nào trong số 19 ngư lôi nhắm vào Canberra từ các tàu tuần dương Nhật được ghi nhận trúng mục tiêu. Nhiều người trên Canberra tin rằng một tàu chiến Mỹ, nhiều khả năng là tàu khu trục USS Bagley, đã tình cờ phóng ngư lôi vào nó. Trong tổng số 819 thành viên thủy thủ đoàn của con tàu, 84 người bị giết và 109 người khác bị thương trong trận đánh.

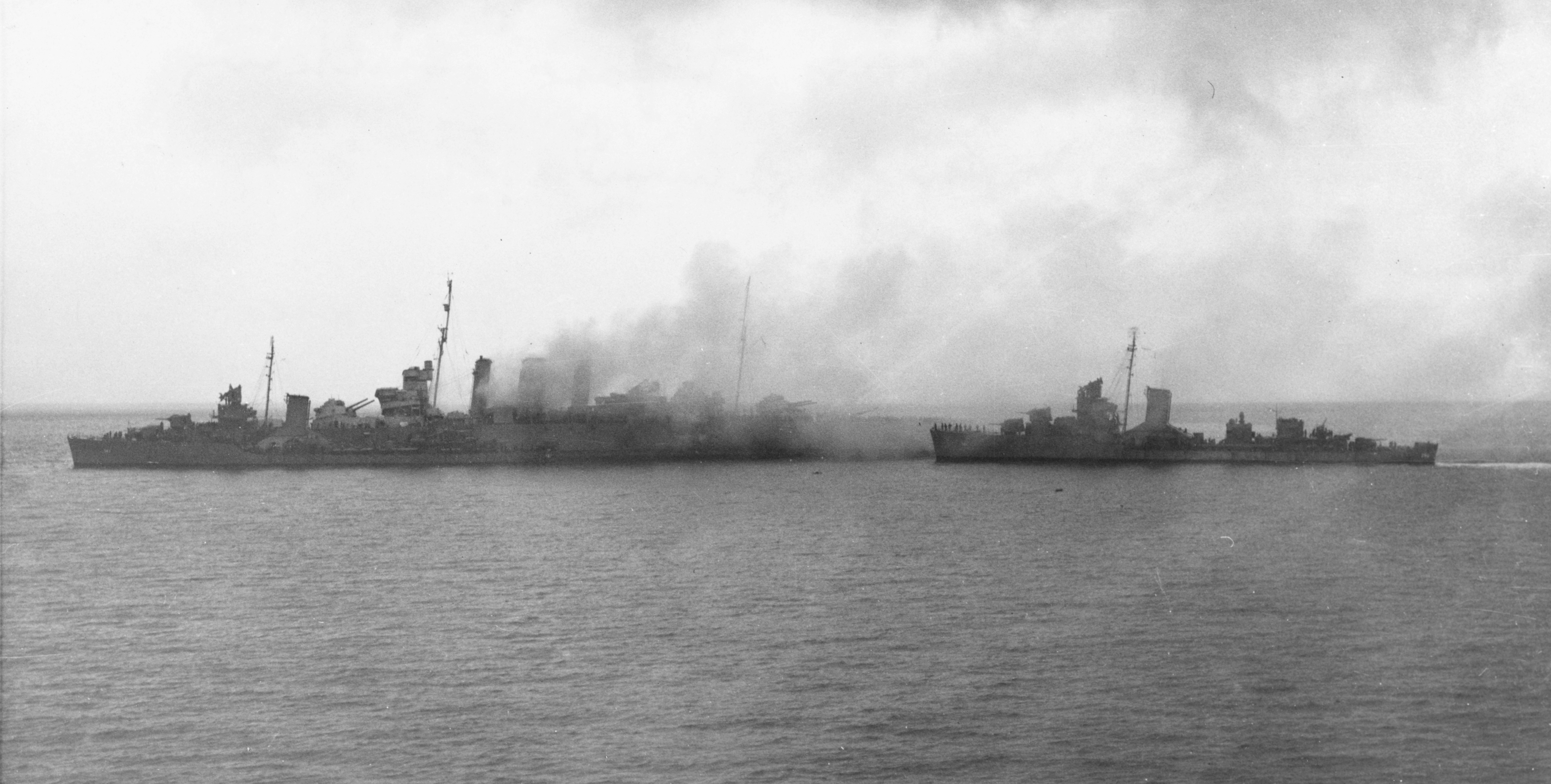
Các tàu khu trục Mỹ đang cứu vớt những thành viên của HMAS Canberra còn sống sót sau Trận chiến đảo Savo. Trong làn khói bốc cuồn cuộn, USS Patterson đang tiếp cận Canberra từ phía đuôi.

Lúc 03 giờ 30 phút, USS Patterson tiến đến gần để truyền đạt mệnh lệnh của Chuẩn Đô đốc Turner: Nếu Canberra không thể di chuyển vào lúc 06 giờ 30 phút, nó sẽ phải bị bỏ lại và bị đánh chìm. Chiếc tàu khu trục bắt đầu cứu vớt những thủy thủ Australia sống sót, nhưng đến 04 giờ 30 phút, Patterson phát hiện một tàu chiến đang đến gần. Chiếc tàu khu trục cơ động để khảo sát, và cùng lúc đó con tàu lạ nổ súng, nên Patterson bắn trả. Người ta nhanh chóng nhận ra kẻ tấn công là USS Chicago, vốn nhầm lẫn Canberra là một tàu chiến Nhật bị hư hại, và cả hai ngừng bắn. Patterson quay trở lại tiếp tục công việc cứu vớt, và được sự trợ giúp của tàu khu trục chị em USS Blue{.
Động cơ của Canberra đã không thể sửa chữa, và đến 08 giờ 00 phút, chiếc tàu tuần dương bị đánh ngư lôi từ tàu khu trục Mỹ USS Ellet và chìm ở tọa độ 9°12′29″N 159°54′46″Đ / 9,20806°N 159,91278°Đ. Nó là một trong những tàu chiến đầu tiên bị đánh chìm ở một nơi mà sau này được đặt tên là "Eo biển Đáy sắt" (Ironbottom Sound), do số lượng lớn tàu chiến của tất cả các bên bị đánh chìm trong khu vực nhỏ này.

## Diễn biến tiếp theo
Đại tá Hải quân Howard Bode, thuyền trưởng trên chiếc USS Chicago, bị chính thức khiển trách do hành động trong trận đánh, đặc biệt là đã không dẫn đầu đội hình sau khi HMAS Australia được tách ra, và đã không cảnh báo cho lực lượng phía Bắc về việc lực lượng Nhật Bản đang đến gần.
Để ghi nhận sự dũng cảm của chiếc tàu chiến Australia cùng thủy thủ đoàn của nó, Tổng thống Hoa Kỳ Franklin D. Roosevelt mong muốn tưởng nhớ sự mất mát của HMAS Canberra bằng cách đặt tên một tàu chiến Mỹ nhằm tôn vinh nó. Con tàu được lựa chọn, một tàu tuần dương hạng nặng đang được chế tạo thuộc lớp Baltimore tên gọi Pittsburgh, đã được đổi tên thành USS Canberra (CA-70). Con tàu được hạ thủy vào ngày 19 tháng 4 năm 1943 bởi Lady Alice C. Dixon, phu nhân của Đại sứ Australia tại Hoa Kỳ Sir Owen Dixon; và là chiếc tàu chiến Hoa Kỳ duy nhất được đặt tên theo thủ đô của một nước ngoài.
Cùng trong khoảng thời gian đó, Chính phủ Anh thông báo chiếc tàu tuần dương hạng nặng HMS Shropshire, một tàu chị em với Canberra nhưng thuộc lớp phụ London, sẽ được chuyển cho Hải quân Hoàng gia Australia như một quà tặng. Cho dù Vua George VI đã thông báo rằng con tàu sẽ được đổi tên thành Canberra, việc trùng lặp tên với một tàu chiến của Hải quân Mỹ mâu thuẫn với chính sách của Hải quân Australia. Cho dù người ta cho rằng phía Australia có thẩm quyền lớn hơn đối với cái tên này, Chính phủ Australia đã quyết định giữ lại cái tên cũ Shropshire, sau khi biết rằng đề nghị của Mỹ được đưa ra bởi chính Tổng thống Roosevelt. Nhiều thủy thủ Australia được bố trí trên chiếc HMAS Shropshire vào đầu năm 1943 là những người còn sống sót của chiếc Canberra.

### Tái khám phá
Xác tàu đắm của Canberra được khám phá và khảo sát vào tháng 7 và tháng 8 năm 1992, hầu như đúng năm mươi năm kể từ khi nó bị đánh đắm. Nó nằm ở tư thế thẳng đứng dưới đáy biển, ở độ sâu khoảng 760 m (2.500 ft), với những dấu hiệu rõ ràng của đạn pháo bắn trúng và hư hại do hỏa hoạn ở giữa tàu. Đúng như lúc nó tham gia trận chiến ngắn ngũi nhưng khốc liệt với lực lượng Nhật Bản trong trận chiến đảo Savo, các tháp pháo "B", "X" và "Y" của Canberra đều xoay qua mạn trái, trong khi tháp pháo "A" hướng sang mạn trái trước mũi. Khi nó được tái khám phá vào năm 1992, cấu trúc thượng tầng phía trước đã đổ sụp sang mạn phải; thêm vào đó, nóc tháp pháo "B" đã hoàn toàn bị mất.

### Tưởng niệm

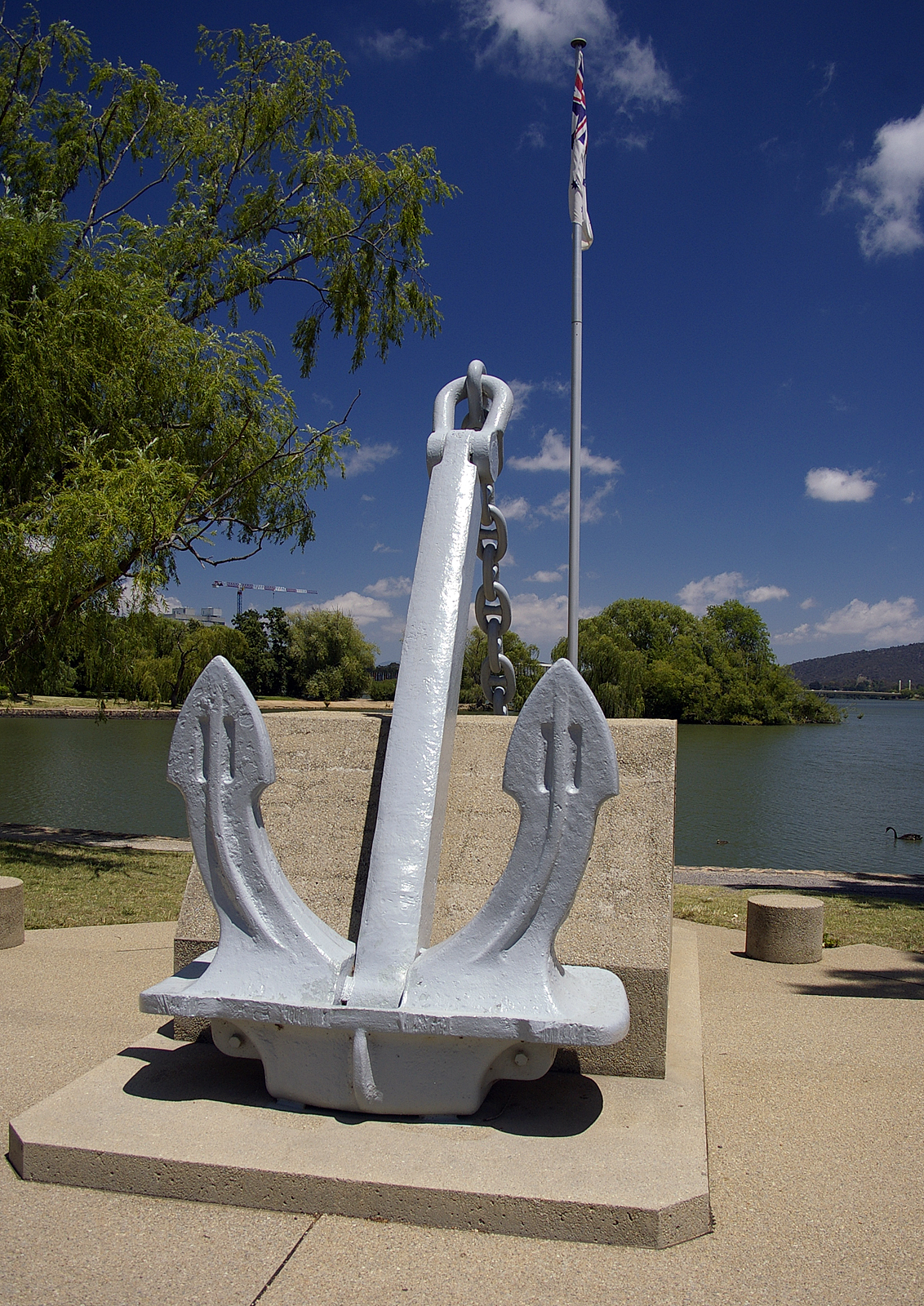
Đài tưởng niệm HMAS Canberra tại Canberra.

Tàu tuần dương HMAS Canberra được tưởng niệm tại nhiều nơi. Ngay tại thành phố mà nó mang tên, một đài tưởng niệm được xây dựng gần hồ Burley Griffin, ngay cạnh National Carillon. Nó bao gồm một mỏ neo và một đoạn dây xích, cùng loại với cái được sử dụng trên Canberra, và có hai tấm biển nêu mục đích của đài tưởng niệm và chi tiết về con tàu. Đài tưởng niệm được xây dựng bởi chi nhánh Lãnh thổ Thủ đô Úc của Hiệp hội Lịch sử Hải quân, có sự đóng góp của các thành viên Hiệp hội Cựu quân nhân HMAS Canberra và Canberra-Shropshire, và được khánh thành vào ngày 9 tháng 8 năm 1981 bởi Đô đốc Sir Anthony Synnot. Diễn văn được đọc trong buổi lễ khánh thành đài tưởng niệm là của Đô đốc Sir Victor Smith, người từng phục vụ trên HMAS Canberra vào lúc nó bị mất.
Mỗi năm vào ngày thứ bảy gần nhất so với ngày 9 tháng 8, một hoạt động tưởng nhớ được tổ chức tại đài tưởng niệm, có sự tham dự của Tư lệnh Hải quân Australia, các tùy viên quân sự Hoa Kỳ và Anh Quốc, và các thành viên của căn cứ hải quân HMAS Harman. Một bữa tiệc được phục vụ bởi nhân sự của tàu hộ tống HMAS Canberra (FFG 02) cho đến khi con tàu này ngừng hoạt động; và sau đó được phục vụ bởi học viên sĩ quan hải quân thuộc đơn vị TS Canberra.